# Natasha Little
Natasha Little es una actriz inglesa nacida en la ciudad de Liverpool el 2 de octubre de 1969.

## Biografía
Es hija de Fred y Mary Little.
En 1994 se graduó de la Guildhall of Music and Drama School de Londres (Inglaterra).
Natasha comenzó a salir con el actor Bohdan "Bo" Poraj, la pareja se casó en mayo de 2013 y tienen dos hijos: Gabriel Matthew Frederick Herbert Poraj-Pstrokonski y Joel Poraj-Pstrokonski.

## Carrera
En 2003 apareció como invitada en la popular y exitosa serie británica de espías Spooks donde interpretó a la doctora Vicki Westbrook, una joven que sale brevemente con el espía Tom Quinn, hasta que cuando Tom la deja, Vicki intenta publicar la verdad sobre su trabajo y es enviada a tratamiento.
En el 2007 interpretó a la doctora Alice Huston, una cirujana pediátrica en dos episodios de la serie Silent Witness.
En 2008 apareció como invitada en el episodio "Broken Souls" de la quinta temporada de la serie Foyle's War donde dio vida a Rose Dawson, la esposa del soldado Alfred "Fred" Dawson (Joseph Mawle).
En el 2009 apareció en un episodio de la serie policíaca The Bill donde dio vida a Stephanie Anderson, anteriormente había aparecido por primera vez en la serie en 1998 donde interpretó a Claire durante el episodio "Bad Feelings".
En el 2011 se unió al elenco principal de la serie Kidnap and Ransom  donde interpretó a Sophie King, la esposa de Dominic King (Trevor Eve), un exsoldado convertido en negociador de rehenes.
En el 2015 apareció en la miniserie Wolf Hall donde dio vida a Elizabeth "Liz" Wyckes-Cromwell, la esposa de Thomas Cromwell (Mark Rylance).
En el 2016 se unió al elenco principal de la miniserie Thirteen donde da vida a Christina Moxam, la madre de Ivy Moxam, una joven que luego de estar secuestrada por 13 años regresa con su familia, hasta ahora.
Ese mismo año se unió al elenco recurrente de la primera temporada de la serie The Night Manager donde interpreta a Caroline "Caro" Langbourne, la esposa del criminal Sandy Langbourne (Alistair Petrie).

## Filmografía[2]

### Series de televisión
| Año         | Título                     | Personaje                          | Notas                                      |
| ----------- | -------------------------- | ---------------------------------- | ------------------------------------------ |
| 1994        | Between the Lines          | Empleada de oficina                | episodio "The End User: Part II"           |
| 1995 - 1996 | London's Burning           | Jenny                              | 11 episodios                               |
| 1997        | This Life                  | Rachel                             | 20 episodios                               |
| 1998        | La feria de las Navidades  | Becky Sharp                        | 6 episodios - miniserie                    |
| 1998        | Cadfael                    | Melangell                          | episodio "The Pilgrim of Hate"             |
| 1998        | Love in the 21st Century   | Amanda                             | episodio "Masturbation"                    |
| 1998 - 2009 | The Bill                   | Ms. Stephanie Anderson             | 2 episodios                                |
| 2002        | Dickens                    | Ellen Ternan                       | 2 episodios                                |
| 2003        | Murder in Mind             | Hat Vezey                          | episodio "Stalkers"                        |
| 2003        | Spooks                     | Dra. Vicki Westbrook               | 5 episodios                                |
| 2005        | Extras                     | Lady Hamilton                      | episodio "Ross Kemp"                       |
| 2007 - 2018 | Silent Witness             | Alice Huston / Zoe McMorris        | 4 episodios                                |
| 2008        | Foyle's War                | Rose Dawson                        | episodio "Broken Souls"                    |
| 2008        | Agatha Christie's Poirot   | Ann Shapland                       | episodio "Cat Among the Pigeons"           |
| 2009        | Mistresses                 | Megan Hudson                       | 6 episodios                                |
| 2010        | Any Human Heart            | Allanah Mountstuart                | episodio # 1.3                             |
| 2011        | Young James Herriot        | Mrs. Munro                         | 3 episodios - miniserie                    |
| 2011        | New Tricks                 | Sarah Winslow                      | episodio "Old Fossils"                     |
| 2011 - 2012 | Kidnap and Ransom          | Sophie King                        | 6 episodios                                |
| 2011 - 2013 | Case Histories             | Julia Land                         | 5 episodios                                |
| 2013        | Breathless                 | Elizabeth Powell                   | 6 episodios                                |
| 2013        | Moving On                  | Sonia                              | episodio "Friends Like These"              |
| 2014        | Mystery!                   | -                                  | episodio "Breathless, Part 1"              |
| 2015        | DCI Banks                  | Elaine Foster                      | 2 episodios                                |
| 2015        | Wolf Hall                  | Liz Cromwell                       | 3 episodios - miniserie                    |
| 2015        | Father Brown               | Harriet Greensleeves               | episodio "The Owl of Minerva"              |
| 2016        | The Night Manager          | Caroline Langbourne                | 4 episodios - miniserie                    |
| 2016        | Thirteen                   | Christina Moxam                    | 5 episodios - miniserie                    |
| 2016        | Black Mirror               | Karen                              | Temporada 3 Capítulo 3 "Shut Up And Dance" |
| 2017        | Crimen en el paraiso       | Victoria Baker                     | episodio "Erupting in Murder"              |
| 2017        | Los asesinatos de Midsomer | Melody Henderson                   | episodio "Last Man Out"                    |
| 2018        | Press                      | Sarah Allen                        | 3 episodios - miniserie                    |
| 2019 - 2020 | Absentia                   | Agente Especial Julianne Gunnarsen | 20 episodios                               |
| 2019 - 2021 | La guerra de los mundos    | Sarah Gresham                      | 16 episodios                               |
| 2021        | Dalgliesh                  | Matrona Mary Taylor                | 2 episodios                                |
| 2021        | Ragdoll                    | Andrea Wyld                        | 5 episodios                                |
| 2022        | La agencia                 | La agencia                         | 8 episodios                                |

### Películas
| Año  | Título                            | Personaje               | Notas                    |
| ---- | --------------------------------- | ----------------------- | ------------------------ |
| 1997 | Supply & Demand                   | NCIS - Recepción        | Película para televisión |
| 1998 | The Clandestine Marriage          | Fanny                   |                          |
| 1998 | Far from the Madding Crowd        | Fanny Robin             | Película para televisión |
| 1999 | El criminal                       | Sarah Maitland          |                          |
| 2000 | Kevion & Perry: ¡Hoy mojamos!     | Anne Boleyn             |                          |
| 2000 | Greenfingers                      | Primrose Woodhouse      |                          |
| 2001 | Another Life                      | Edith Jessie Thompson   |                          |
| 2001 | The Island of the Mapmaker's Wife | Finley Descotes         |                          |
| 2002 | Man and boy                       | Gina Silver             | Película para televisión |
| 2003 | Byron                             | Augusta Leigh           | Película para televisión |
| 2003 | The Crooked Man                   | Lisa Talbot             | Película para televisión |
| 2004 | La feria de las vanidades         | Señora Jane Sheepshanks |                          |
| 2004 | The Queen of Sheba's Pearls       | Peggy Pretty            |                          |
| 2005 | Angell's Hell                     | Lucy                    | Película para televisión |
| 2009 | The Boys Are Back                 | Flick                   |                          |
| 2009 | Mr. Nobody                        | Madre de Nemo           |                          |
| 2009 | Sólo ellos                        | Flick                   |                          |
| 2009 | A Congregation of Ghosts          | Daphne du Maurier       |                          |
| 2012 | We'll Take Manhattan              | Peggy Shrimpton         | Película para televisión |
| 2012 | El secreto de la isla             | Lily Fairburn           |                          |
| 2012 | Cruzando el límite                | Jane Badham             |                          |
| 2016 | Una                               | Yvonne                  |                          |
| 2018 | Where Hans Touch                  | Hida                    |                          |
| 2019 | Birches                           | Angela                  |                          |
| 2020 | The Bet                           | Isabel                  |                          |
| 2020 | Getting to Know You               | Abby                    |                          |

### Narradora
| Año  | Título      | Notas                    |
| ---- | ----------- | ------------------------ |
| 2002 | Reputations | episodio "Prince Albert" |

### Videojuegos
| Año  | Título                                                      | Personaje                           | Notas                             |
| ---- | ----------------------------------------------------------- | ----------------------------------- | --------------------------------- |
| 2009 | Dragon Age: Origins                                         | Nan / Lady Landra / Redcliffe       | prestó su voz para los personajes |
| 2010 | Dragon Age: Origins - Awakening                             | Woolsey / Ser Rylock / Guardias     | prestó su voz para los personajes |
| 2011 | Star Wars: The Old Republic                                 | Guerrera Sith / Voces Adicionales   | prestó su voz para los personajes |
| 2011 | Dragon Age II                                               | Janeka / Invitada del Chateau Haine | prestó su voz para los personajes |
| 2012 | 007 Legends                                                 | Pussy Galore                        | prestó su voz para el personaje   |
| 2013 | Star Wars: The Old Republic - Rise of the Hutt Cartel       | Guerrera Sith                       | prestó su voz para el personaje   |
| 2014 | Star Wars: The Old Republic - Shadow of Revan               | Guerrera Sith                       | prestó su voz para el personaje   |
| 2015 | Star Wars: The Old Republic - Knights of the Fallen Empire  | Guerrera Sith                       | prestó su voz para el personaje   |
| 2016 | Star Wars: The Old Republic - Knights of the Eternal Throne | Guerrera Sith                       | prestó su voz para el personaje   |
| 2017 | Total War: Warhammer II                                     | La Bruja Hechicera Morathi          | prestó su voz para el personaje   |
| 2018 | Vampyr                                                      | Beatrice / Carolyn / Doris / Edwina | prestó su voz para los personajes |
| 2019 | Blood & Truth                                               | Anne Marks                          | prestó su voz para el personaje   |
| 2019 | Star Wars: The Old Republic - Onslaught                     | Guerrera Sith                       | prestó su voz para el personaje   |
| 2022 | Star Wars: The Old Republic - Legacy of the Sith            | Guerrera Sith / Voces Adicionales   | prestó su voz para el personaje   |

### Teatro
| Año  | Obra                     | Personaje | Director (a)   | Teatro                   | Notas                                                                   |
| ---- | ------------------------ | --------- | -------------- | ------------------------ | ----------------------------------------------------------------------- |
| 1994 | My Favorite Year         | Therese   | -              | -                        | Junto a David Antrobus, Andrew Snowden, Joseph Morton y Elizabeth Mills |
| 1994 | The Tenth Man            | Therese   | Kate Brooke    | Hampstead Theatre        | -                                                                       |
| 1996 | The Alchemist            | -         | Bill Alexander | National Theatre         | -                                                                       |
| 2000 | Les Mains                | -         | Richard Eyre   | Almeida Theatre          | Junto a Kenneth Cranham y Jamie Glover                                  |
| 2000 | The Novice               | Jessica   | Richard Eyre   | Almeida Theatre          | Junto a Derek Jacobi y Joanna David                                     |
| 2003 | The Va. Monologues       | -         | Irina Brown    | Arts Theatre             | -                                                                       |
| 2006 | A Voyage Round My Father | Elizabeth | Thea Sharrock  | Donmar Warehouse Theatre | junto a Dominic                                                         |
| 2013 | Longing                  | Tania     | Nina Raine     | Hampstead Theatre        | junto a Iain Glen, Tamsin Greig y Alan Cox                              |

## Premios y nominaciones
| Año  | Categoría                           | Premio                                                     | Serie/Película | Resultado |
| ---- | ----------------------------------- | ---------------------------------------------------------- | -------------- | --------- |
| 1999 | Best Female Actor                   | RTS Television Award                                       | Vanity Fair    | Nominada  |
| 1999 | Best TV Series and Serials: Actress | Golden FIPA Award                                          | Vanity Fair    | Ganadora  |
| 1999 | Best Actress                        | BAFTA TV Award                                             | Vanity Fair    | Nominada  |
| 2002 | Best Actress                        | Cherbourg-Octeville Festival of Irish & British Film Award | Another Life   | Ganadora  |